# 1945–1946-os magyar férfi kosárlabda-bajnokság
Az 1945–1946-os magyar férfi kosárlabda-bajnokság a tizennegyedik magyar kosárlabda-bajnokság volt. Tizenkét csapat indult el, a csapatok két kört játszottak.
A Herminamezei AC csapatát átvette a Budai Kinizsi TE.
Névváltozások:
- A MÁVAG SK új neve MÁVAG Acélhang SE lett.
- A Shell MADISZ új neve Shell SC lett.

## Tabella
| #   | Csapat                   | M | Gy | V | K+ | K- | P  | Megjegyzés   |
| --- | ------------------------ | - | -- | - | -- | -- | -- | ------------ |
| 1.  | Budai Kinizsi TE         |   |    |   |    |    | 42 |              |
| 2.  | Előre SE                 |   |    |   |    |    | 38 |              |
| 3.  | MAFC                     |   |    |   |    |    | 32 |              |
| 4.  | Testnevelési Főiskola SE |   |    |   |    |    | 30 |              |
| 5.  | BSE                      |   |    |   |    |    | 26 |              |
| 6.  | Toldi Miklós SE          |   |    |   |    |    | 24 |              |
| 7.  | Közalkalmazottak SE      |   |    |   |    |    | 18 |              |
| 8.  | Vívó és Atlétikai Club   |   |    |   |    |    | 18 |              |
| 9.  | Shell SC                 |   |    |   |    |    | 16 |              |
| 10. | Ferencvárosi TC          |   |    |   |    |    | 10 |              |
| 11. | MÁVAG Acélhang SE        |   |    |   |    |    | 8  |              |
| 12. | Újpesti MTE              |   |    |   |    |    | 0  | Visszalépett |

* M: Mérkőzés Gy: Győzelem V: Vereség K+: Dobott kosár K-: Kapott kosár P: Pont
Megjegyzés: Az újság csak a sorrendet és a pontszámokat közölte.

## II. osztály
1. MAFC, 2. Előre SE, 3. Budapesti TC, 4. Budavári Barátság, 5. Kinizsi FSE, 6. TFSE, 7. Toldi Miklós SE, 8. BSE, 9. MTK

## Vidékbajnokság
1. Szegedi Postás és Szegedi Tisza VSE és Pécsi VSK, 4. Szolnoki MÁV, 5. Pécsi EAC, 6. Salgótarjáni SE, 7. Diósgyőri VTK, 8. Debreceni VSC, 9. Alba Regia AK, 10. Debreceni Kinizsi TE, 11. Ózdi VTK, 12. Szegedi EAC, 13. Debreceni EAC, 14. Székesfehérvári MÁV Előre, 15. Soproni VSE, 16. Szolnoki Barátság, 17. Dombóvári VSE